# نترات الحديد الثنائي
نترات الحديد الثنائي (أو نترات الحديديك) هو مركب لاعضوي صيغته Fe(NO3)2، ويوجد على هيئة بلورات خضراء. يمكن أن يوجد هذا المركب أيضاً بشكل مائي على شكل سداسي Fe(NO3)2 · 6 H2O أو تساعي هيدرات Fe(NO3)2 · 9 H2O.

## التحضير
يمكن أن يحضر هذا المركب من تفاعل كبريتات الحديد الثنائي مع نترات الرصاص الثنائي:
{\displaystyle \mathrm {FeSO} _{4}+\mathrm {Pb(NO_{3})_{2}} \longrightarrow \mathrm {Fe(NO_{3})_{2}} +\mathrm {PbSO} _{4}}

## الخواص
يوجد هذا المركب في الشروط القياسية على هيئة بلورات خضراء، وهي جيدة الانحلال في الماء.
يؤدي التفاعل بين نترات الحديد الثنائي مع حمض النتريك المركز إلى أكسدة الأول إلى نترات الحديد الثلاثي:
{\displaystyle {\ce {3Fe(NO3)2 + 4HNO3 -> 3Fe(NO3)3 + NO + 2H2O}}}